# Ingénieur électronicien des systèmes de la sécurité aérienne
En France, les ingénieurs électroniciens des systèmes de la sécurité aérienne (IESSA) de la Direction générale de l'Aviation civile (DGAC) contribuent à la sécurité aérienne en veillant jour et nuit au bon fonctionnement des systèmes techniques de la navigation aérienne qui permettent d'assurer le contrôle de la circulation aérienne sur le territoire national. Dotés d'un grand sens des responsabilités, ils assurent l'étude, l'installation, le paramétrage et la surveillance des systèmes en temps réel.
Aussi connu sous le nom d'ingénieurs des systèmes électroniques de la sécurité aérienne (ISESA), le corps des IESSA est classé dans la catégorie A de la fonction publique d'Etat au sein du ministère de la Transition écologique et solidaire. Le statut du corps des IESSA est régi par la loi no 90-557 du 2 juillet 1990 ainsi que par le décret no 91-56 du 16 janvier 1991. À l'échelle européenne et mondiale, par définition de l'organisation de l'aviation civile internationale (OACI) ces ingénieurs aéronautiques peuvent être assimilés aux ATSEP.

Les IESSA exercent majoritairement au sein de la Direction des Services de la Navigation Aérienne (DSNA), une des sous-direction de la DGAC qui regroupe les effectifs dits opérationnels. On les retrouve dans les principaux aéroports français et les cinq centres en route de la navigation aérienne (CRNA). Au 1er janvier 2022, la Direction générale de l'Aviation civile comptait 1 312 IESSA parmi ses effectifs (soit 19% des effectifs de la DSNA) qui exercent en métropole (dont 376 agents en CRNA et 631 agents en aéroports) et outre-mers (40 agents).  

Direction générale de l'Aviation civile

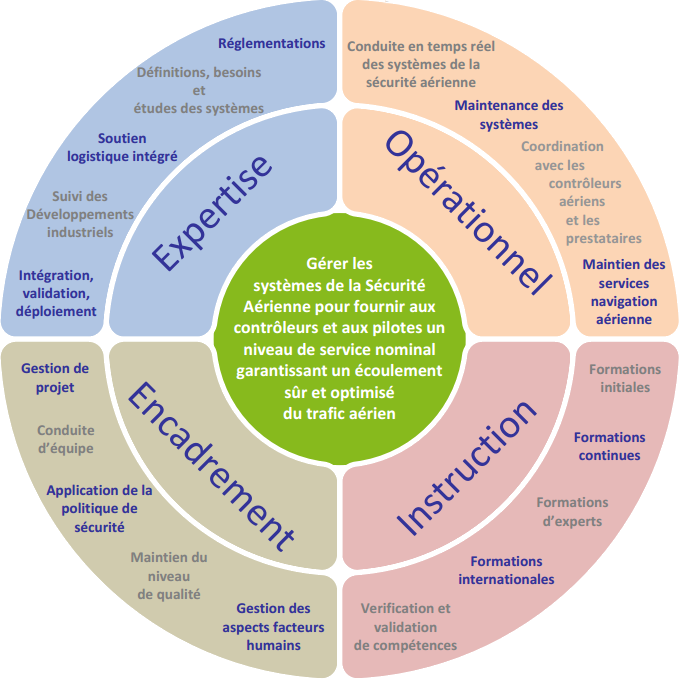
Les quatre grandes fonctions des IESSA

## Présentation
En étroite collaboration avec les ingénieurs du contrôle de la navigation aérienne (ICNA), et présents dans le bâtiment technique de la tour de contrôle ou des centres de contrôle en route de la navigation aérienne (CRNA), les IESSA peuvent intervenir sur pistes ou dans les salles techniques afin de rétablir un fonctionnement nominal de l'ensemble des moyens techniques permettant notamment l'atterrissage aux instruments des avions, la détection radar des aéronefs, les communications entre pilotes et contrôleurs, les communications entre contrôleurs (France et étranger) ainsi que tous les moyens informatiques et réseaux qui permettent le contrôle de la circulation aérienne ou qui aident à sa réalisation. Les IESSA exercent un métier à fortes responsabilités indispensable pour garantir un niveau de sécurité aérienne optimal en France.
Au terme de trois années d'études, en fonction de leur spécialisation en sortie d'école, les IESSA sont amenés à exercer des fonctions de conduite des systèmes opérationnels en temps réel, d'expertise, d'encadrement et de formation/instruction. Au cours de sa carrière, un IESSA qui change de filière de spécialisation bénéficie de formations permettant de maintenir un niveau de compétences élevé requis pour l'exercice de ses fonctions.

## Histoire[5],[6]
La création du corps des IESSA tel que connu aujourd'hui remonte au temps des opérateurs radios, où la séparation entre les métiers de la maintenance technique et du contrôle aérien n'existaient pas. Aujourd'hui, bien que les métiers d'ingénieur IESSA et de contrôleur aérien soient régis par deux différents corps (respectivement IESSA et ICNA), la parité statutaire avec les contrôleurs aériens est toujours une préoccupation constante des IESSA. Au fil du temps, les avancées sociales ont permis de limiter cette séparation. Les statuts, les avantages sociaux et les formations dont bénéficient les IESSA et les contrôleur aérien sont donc intimement liés.

### De la libération aux années 60

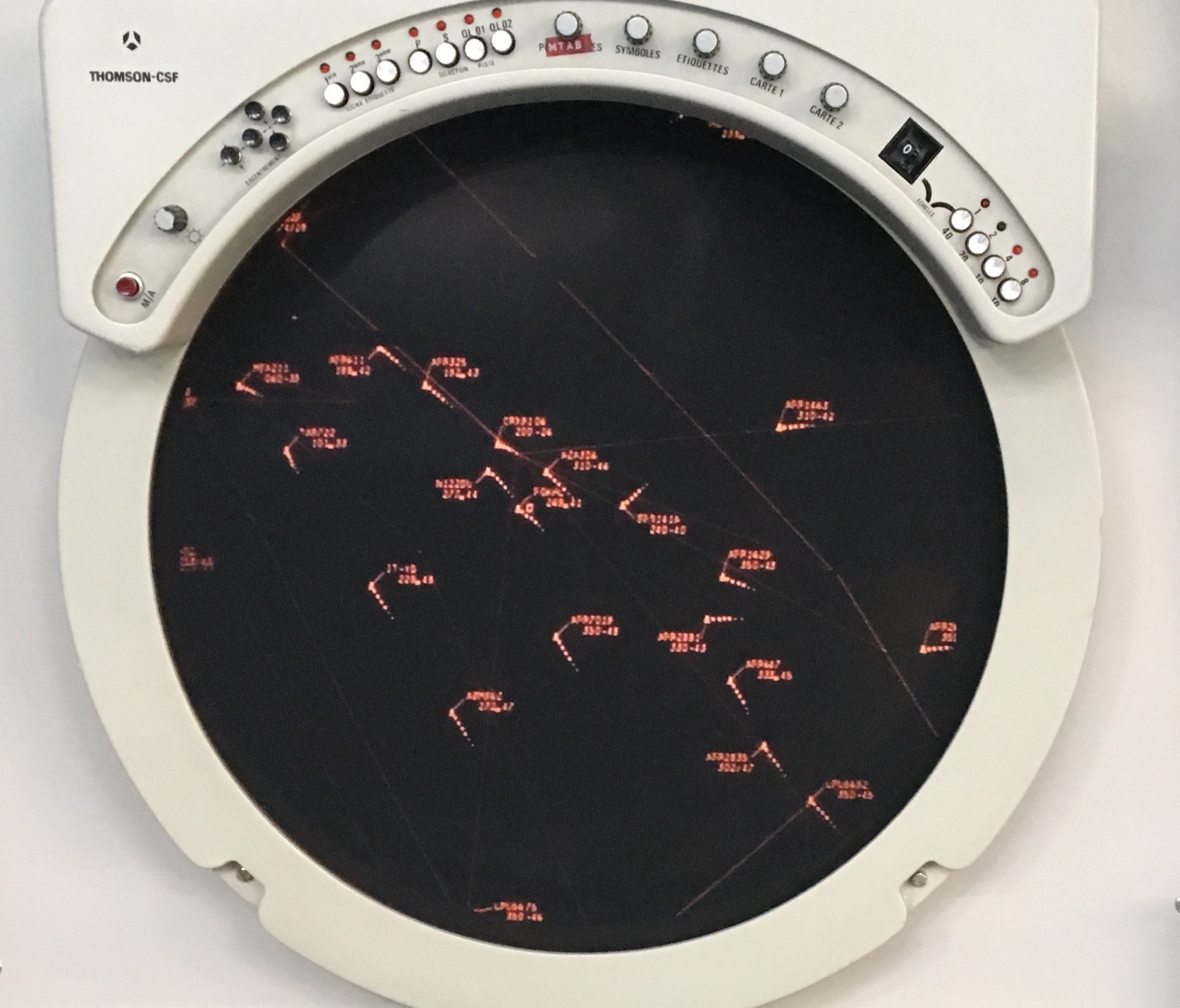
Écran radar de l'époque

En 1945, au lendemain de la guerre, est décidée la création du Secrétariat Général à l'Aviation Civile et Commerciale (SGACC) dirigé par Max Hymans qui deviendra la DGAC. Il n'y a alors à l'époque qu'un seul corps technique, celui des opérateurs radio qui assurent à la fois les tâches de contrôle aérien et les tâches de maintenance des appareils grâce auxquels ils organisent la circulation aérienne.
Dès 1948, de profondes réformes entraînent la séparation des métiers avec la création de nouveaux corps de personnels. En particulier, les corps des Contrôleurs de la Navigation Aérienne (CNA) et des Contrôleurs des Télécommunications Aériennes (CTA) voient le jour. Néanmoins, de nombreux conflits sociaux et appellent à la grève éclatent jusqu'en 1955. Les revendications étaient des augmentations de salaires, les contrôleurs et les électroniciens de l'époque n'étaient guère plus payés qu'une dactylo. À l'appel de l'Union Syndicale de l'Aviation Civile (USAC), une grande grève de 54 jours qui dure du 10 novembre 1955 au 3 janvier 1956 aboutit à la modification des différents corps de la navigation aérienne. Ainsi sont créés par décret, les Adjoints Techniques de la Navigation Aérienne (ATNA) comprenant deux branches, celles de l'exploitation de la circulation aérienne et celle des télécommunications et signalisations aériennes. Ils remplacent les anciens corps et sont classés dans la catégorie B de la Fonction Publique. Cela entraîne de nettes augmentations des indices de rémunération de fin de carrière.
Au début des années 60, de nombreux conflits ont pour origines la forte croissance du trafic aérien et le mécontentement persistant sur les salaires. La plupart des grèves éclatent au CCR Nord, actuel CRNA-Nord situé à Athis-Mons. Ces conflits aboutissent en janvier 1962 à la création du nouveau statut des Techniciens de la Navigation Aérienne (TNA), filière dite "exploitation" pour les contrôleurs aériens et filière dite "installation" pour les électroniciens. Le baccalauréat sera désormais exigé pour le recrutement.

### Les années 60-70

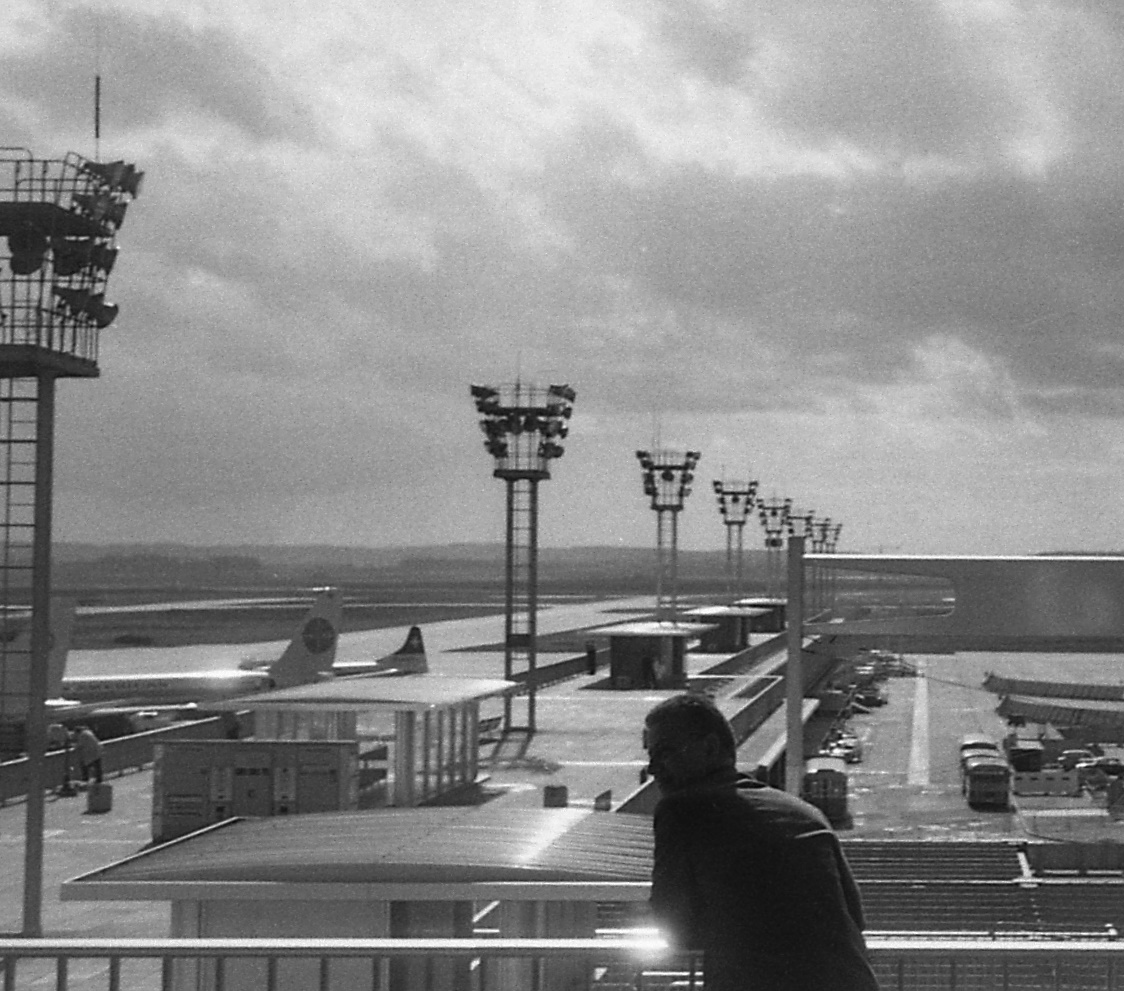
Aéroport de Paris-Orly en 1965

Face à des conflits à répétition qui perturbent un trafic aérien devenu dense, le gouvernement dépose en mai 1964 un projet de loi créant le corps des Officiers Contrôleurs de la Circulation Aérienne (OCCA) et celui des Électroniciens de la Sécurité Aérienne (ESA). Les deux corps bénéficiaient d'un net reclassement indiciaire et étaient classés "hors catégorie B". Malgré un statut identique, certaines différences existaient entre les deux corps, notamment indiciaires et surtout l'âge de départ à la retraite qui était abaissé à 50/55 ans pour les OCCA. Le droit de grève était supprimé. La loi, adoptée par une faible majorité de députés, est promulguée le 2 juillet 1964. Le recrutement reste fixé au Baccalauréat, il sera étendu à bac+2 (BTS/DUT) par décret en 1971.
Lorsque survient le conflit de Mai 1968, les personnels de la Navigation Aérienne participent aux conflits qui paralysent l'économie du pays, sans que des acquis considérables ne soient obtenus, à l'exception du rattrapage indiciaire ESA/OCCA. Par ailleurs, l'ENAC déménage de Orly à Toulouse.
De 1968 à 1972, les personnels désormais privés du droit de grève expérimentent de nouvelles actions dites "grève du zèle". En particulier, les OCCA qui, par l'application stricte des règlements, peuvent ralentir l'écoulement du trafic aérien. En 1973, le Syndicat national des contrôleurs du trafic aérien (SNCTA) créé en 1970 lance une grève totale des contrôleurs sur des bases très catégorielles. Malgré les risques encourus du fait de la suppression du droit de grève, le conflit va durer un mois. Le ministre des transports de l'époque, Robert Galley, décide de remplacer le contrôleur aérien civil par un contrôle militaire (plan Clément Marot). Pendant cette période, deux avions de ligne espagnols entrent en collision au dessus de Nantes le 5 mars 1973. Le contrôle aérien civil est rétabli le 20 mars, des sanctions très lourdes seront prononcées à l'encontre de certains contrôleurs. Il n'y aura plus de conflit jusqu'en 1976.
En 1978 et 1979, de nouvelles actions des OCCA et des ESA se succèdent. Des sanctions sévères allant jusqu'à des mises à pied et des mutations disciplinaires seront prononcées. Des ESA sont mis à pied 15 jours. Ces actions aboutissent à d'importantes améliorations indemnitaires pour ces corps.

### De 1980 à nos jours

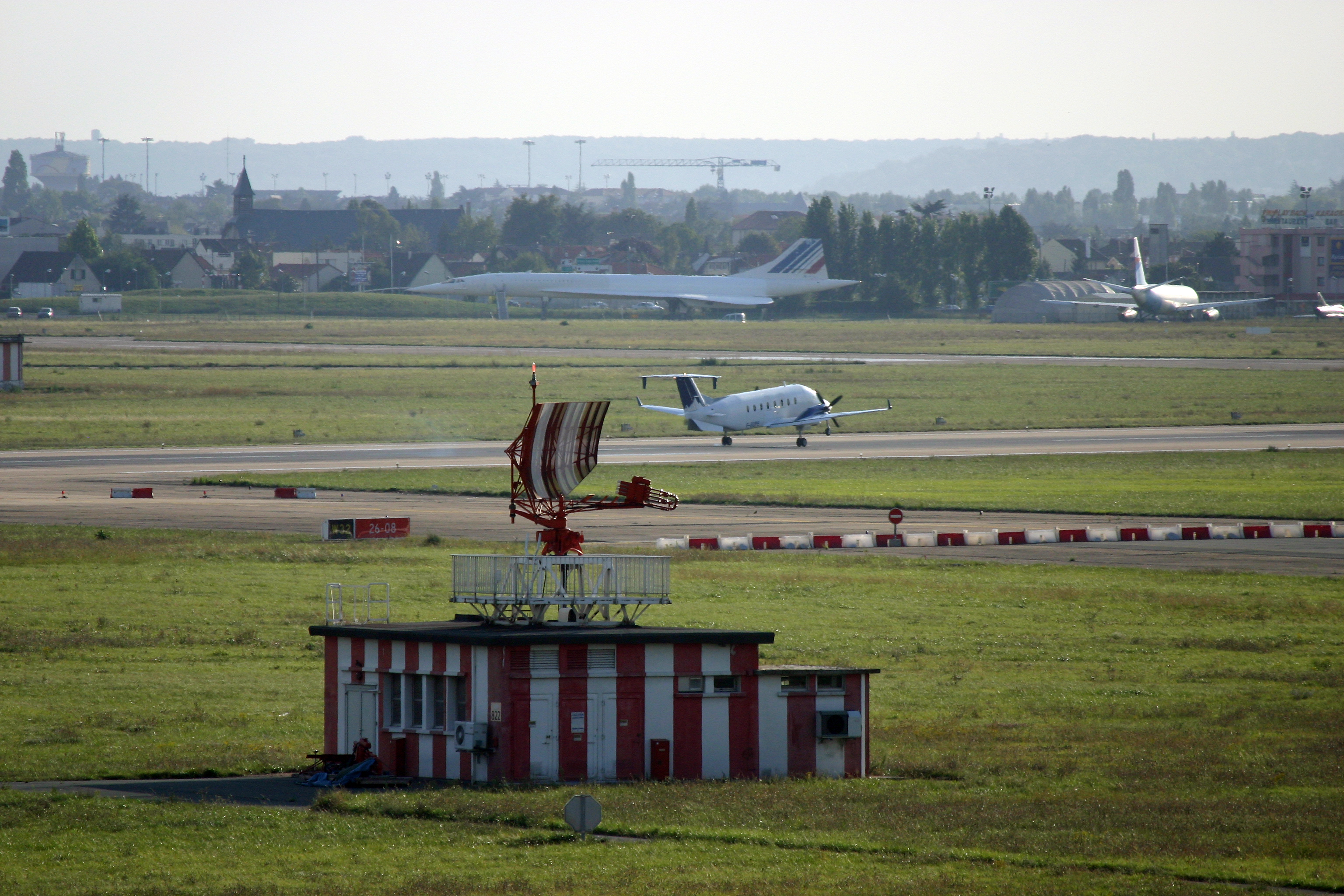
Radar primaire TA10 installé à l'aéroport de Paris-Orly

En 1981, le changement de majorité se traduit par des mesures réclamées dans les récents conflits de la Navigation Aérienne, comme l’abrogation de la loi anti-grève de 1964, l'octroi de réduction tarifaire à Air France, etc.
À partir de 1987, face à l'explosion du trafic aérien dans le monde, des grèves plus spécifiques se développent autour des discussions protocolaires engagées par l'administration. Ainsi le premier protocole signé avec certains syndicats en 1987 entérine un décrochage OCCA/ESA (débouché en catégorie A pour les OCCA). Certains emplois de chefs de groupe de maintenance sont créés pour les ESA, des bases très hiérarchiques. À cette époque également un projet d'Agence présenté par le Ministre des Transports de l'époque, Jacques Douffiague, est repoussé. Une consultation syndicale donnera plus de 80% d'avis contre l'Agence.
En 1988, un deuxième protocole améliore le premier. Il rétablit la parité avec les OCCA en permettant le débouché des ESA en catégorie A de la Fonction Publique et se traduit par un relèvement indiciaire et indemnitaire important. Les emplois de Chef de Groupe de maintenance, très critiqués, sont abandonnés. Les discussions qui suivent la mise en place de ce protocole, en particulier, sur l'évolution des corps d'OCCA et d'ESA vers des corps d'ingénieurs, entraînent les ESA dans des grèves ayant des incidences fortes sur le trafic aérien. Elle déboucheront sur la naissance du statut des IESSA en catégorie A de la Fonction Publique. Ce nouveau corps étant défini par une loi comme celui des ICNA. Le recrutement au niveau baccalauréat est abandonné, il sera désormais fixé à Bac+2 puis étendu à Bac+3.
Depuis 1988, les protocoles sont négociés tous les trois ans. Celui de 1991 instaure des discriminations envers les IESSA des maintenances locales et régionales telles que des taux de prime inférieur. Plusieurs journées de grève finiront par convaincre l'administration d'abandonner ce régime.
Le protocole de 1994 instaure la Nouvelle Bonification Indiciaire (NBI) pour les personnels techniques. Le protocole de 1997 établit l'indice terminal des corps d'ICNA et d'IESSA à 1015, comme les IEEAC. Le protocole de 2000 instaure quelques postes Hors Echelle A (HEA) pour les fonctions d'encadrement. Le protocole de 2004 maintient la DGAC unie en instaurant une séparation fonctionnelle entre son rôle d'opérateur et de régulateur. Le protocole de 2007 ouvre l'accès des postes HEA aux fonctions opérationnelles, mais instaure à nouveau une modulation de prime suivant les centres. Le protocole de 2010 n'est signé que par une minorité de syndicats, il validait le principe d'un prestataire de la navigation aérienne unique du FABEC et n'a finalement pas été appliqué. Le protocole 2013 instaure un grade HEA pour 10% du corps des IESSA.

### Chronologie statutaire
Le tableau suivant résume et compare l'évolution des statuts au fil du temps entre la filière dite exploitation des contrôleurs aériens et la filière dite technique des IESSA.
|      | Filière Exploitation                                                                         | Filière Technique                                                                                   |
| ---- | -------------------------------------------------------------------------------------------- | --------------------------------------------------------------------------------------------------- |
| 1945 | Opérateurs radio                                                                             | Opérateurs radio                                                                                    |
| 1948 | Contrôleurs de la Navigation Aérienne (CNA)                                                  | Contrôleurs des Télécommunications Aériennes (CTA)                                                  |
| 1956 | Adjoints Techniques de la Navigation Aérienne (ATNA) Exploitation de la circulation aérienne | Adjoints Techniques de la Navigation Aérienne (ATNA) Télécommunications et signalisations aériennes |
| 1962 | Technicien de la Navigation Aérienne / Exploitation (TNA/E)                                  | Technicien de la Navigation Aérienne / Installation (TNA/I)                                         |
| 1964 | Officiers Contrôleurs de la Circulation Aérienne (OCCA)                                      | Électronicien de la Sécurité Aérienne (ESA)                                                         |
| 1990 | Ingénieur du Contrôle de la Navigation Aérienne (ICNA)                                       | Ingénieur Électronicien des Systèmes de la Sécurité Aérienne (IESSA)                                |

## Recrutement

### Concours d'entrée
La sélection d'entrée des futurs élèves IESSA à l’École Nationale de l'Aviation Civile (ENAC) a lieu lors d'un concours annuel dit externe de la fonction publique, ouvert aux ressortissants de la communauté européenne, sans limite d'âge, et pouvant justifier d'une 2e année de classes préparatoires scientifiques (ou 2e année de classes préparatoires intégrées), ou étant titulaire (avant la rentrée des classes) de l'un des diplômes suivants : DEUG, DUT, BTS à caractère scientifique ou technologique, DEUST. Cependant, la grande majorité des candidats présentant le concours sont issus des classes préparatoires scientifiques Maths sup/Maths spé, ainsi que des DUT GEII et DUT R&T. Par ailleurs, chaque année des candidats déjà possesseurs d'un titre en ingénierie et ayant effectué une carrière dans le secteur privé choisissent de présenter le concours externe.
Depuis 2018, un nouveau concours externe spécial est ouvert aux candidats étant titulaires d'un titre ou diplôme classé au moins au niveau I dans les domaines mathématiques, scientifiques et techniques, ou d'une qualification ou d'une formation reconnue comme équivalente à l'un des titres de ces diplômes dans les conditions fixées par le décret du 13 février 2007, ou encore pouvant justifier soit à la date de publication des résultats d'admissibilité du concours, d'une inscription en dernière année d'études en vue de l'obtention d'un master ou d'une qualification ou d'une formation reconnue comme équivalente à l'un de ces titres ou diplômes dans les conditions fixées par le décret du 13 février 2007. Les lauréats du concours spécial intègrent la deuxième année de formation à l'ENAC, ce qui réduit la durée totale de formation à deux années au lieu de trois.
D'autre part, il existe des passerelles ainsi que des voies de recrutement depuis d'autres corps de la DGAC  :
- Examen professionnel IESSA : Les lauréats de ces examens intègrent une formation de 18 mois entre l'ENAC et leurs nouveaux services d'affectation.
- Concours internes de la fonction publique : Les lauréats de ces concours sont admis à suivre la formation initiale complète à l'ENAC. Les épreuves sont identiques à celles du concours externe.
- Les candidats en situation de handicap ont la possibilité de concourir. Un nombre limite de places leur est réservé. Les candidats en situation de handicap suivent la formation initiale complète.

### Données statistiques
Le nombre de places ouvertes aux différents concours varie chaque année en fonction des besoins de recrutement. En moyenne, du fait du nombre de candidats inscrits chaque année aux concours, l'accès au corps des IESSA reste sélectif. La première sélection des candidats au nouveau concours externe spécial dit BAC+5 a eu lieu en 2019.
| Année | Inscrits | Admissibles | Admis | Pourcentage d'admis |
| ----- | -------- | ----------- | ----- | ------------------- |
| 2024  | 255      | NC          | 38    | 14,9%               |
| 2023  | 218      | 138         | 45    | 20.6%               |
| 2022  | 276      | 114         | 36    | 13,0%               |
| 2021  | 224      | 74          | 35    | 15,6%               |
| 2020  | 249      | 106         | 37    | 14,8%               |
| 2019  | 261      | 102         | 37    | 14,2%               |
| 2018  | 339      | 103         | 36    | 10,6%               |
| 2017  | 319      | 66          | 33    | 10,3%               |
| 2016  | 320      | 58          | 27    | 8,4%                |
| 2015  | 206      | 22          | 20    | 9,7%                |
| 2014  | 212      | 23          | 11    | 5,2%                |
| 2013  | 190      | 25          | 11    | 5,8%                |
| 2012  | 116      | 22          | 12    | 10,3%               |

| Année | Inscrits | Admissibles | Admis | Pourcentage d'admis |
| ----- | -------- | ----------- | ----- | ------------------- |
| 2024  | 35       | NC          | 6     | 17,1%               |
| 2023  | 19       | 19          | 9     | 47.4%               |
| 2022  | 38       | 26          | 8+4*  | 31.6%               |
| 2021  | 24       | 16          | 6     | 25,0%               |
| 2020  | 35       | 12          | 6     | 17,1%               |
| 2019  | 39       | 9           | 5     | 12,8%               |

*  : +4 postes cause report

## Formation initiale

### Présentation du parcours de formation
La formation française des IESSA est suivie à l'École nationale de l'aviation civile à Toulouse. La formation à l'école est publique, gratuite et dure trois ans (sauf en cas de prolongation de la formation) à raison de 950 heures de cours par an. Elle est rémunérée.
Depuis 2012, elle est sanctionnée par un grade de Master dit ISESA  (Ingénierie des Systèmes Électroniques de la Sécurité Aérienne) référencé dans le Répertoire national des certifications professionnelles. Au cours de la formation initiale, après une durée de 24 mois, l'élève est affecté soit en tour de contrôle, soit en centre en route de la navigation aérienne (CRNA), soit dans une maintenance régionale ou encore à la Direction de la Technique et de l'Innovation (DTI). Une fois affecté, l'élève IESSA commence sa formation pratique dans son centre, en alternance avec la formation théorique qui se poursuit à l'école. À l'issue des trois années de formation pratique et théorique, les diplômes IESSA et ISESA sont délivrés conjointement, mais l'élève n'est alors pas toujours entièrement qualifié, selon l'importance et la complexité de son centre d'affectation. Selon les organismes, une à deux années sont encore nécessaires à l'achèvement de la qualification, pouvant alors porter le temps de formation totale d'un IESSA à sept années après le BAC.

### Contenu détaillé de la formation[13],[14]
La formation initiale permet au futur ingénieur d'acquérir de nombreuses compétences utiles au cours de sa carrière. L'objectif est de couvrir l'ensemble des spécialisations vers lesquelles les futurs élèves pourront être amenés à exercer. La formation comprend donc de nombreuses heures de travaux pratiques.

#### Première année
À la fois théorique et pratique, la première année permet à l'élève d'acquérir les bases et fondamentaux du métier d'ingénieur. En électronique, la formation comporte une mise à niveau des connaissances en électricité, ainsi que des séances de programmation sur microcontrôleurs.
En informatique, les domaines de compétences abordés sont vastes :
- Architecture matérielle
- Langages de programmation généraux (Assembleur, C, Java)
- Programmation système
- Programmation web (HTML, CSS, PHP, JavaScript, AJAX)
- Bases de données (MySQL)
- UNIX / Linux
- Réseaux informatiques (Bases, Matériel, VLAN, TCP/IP)

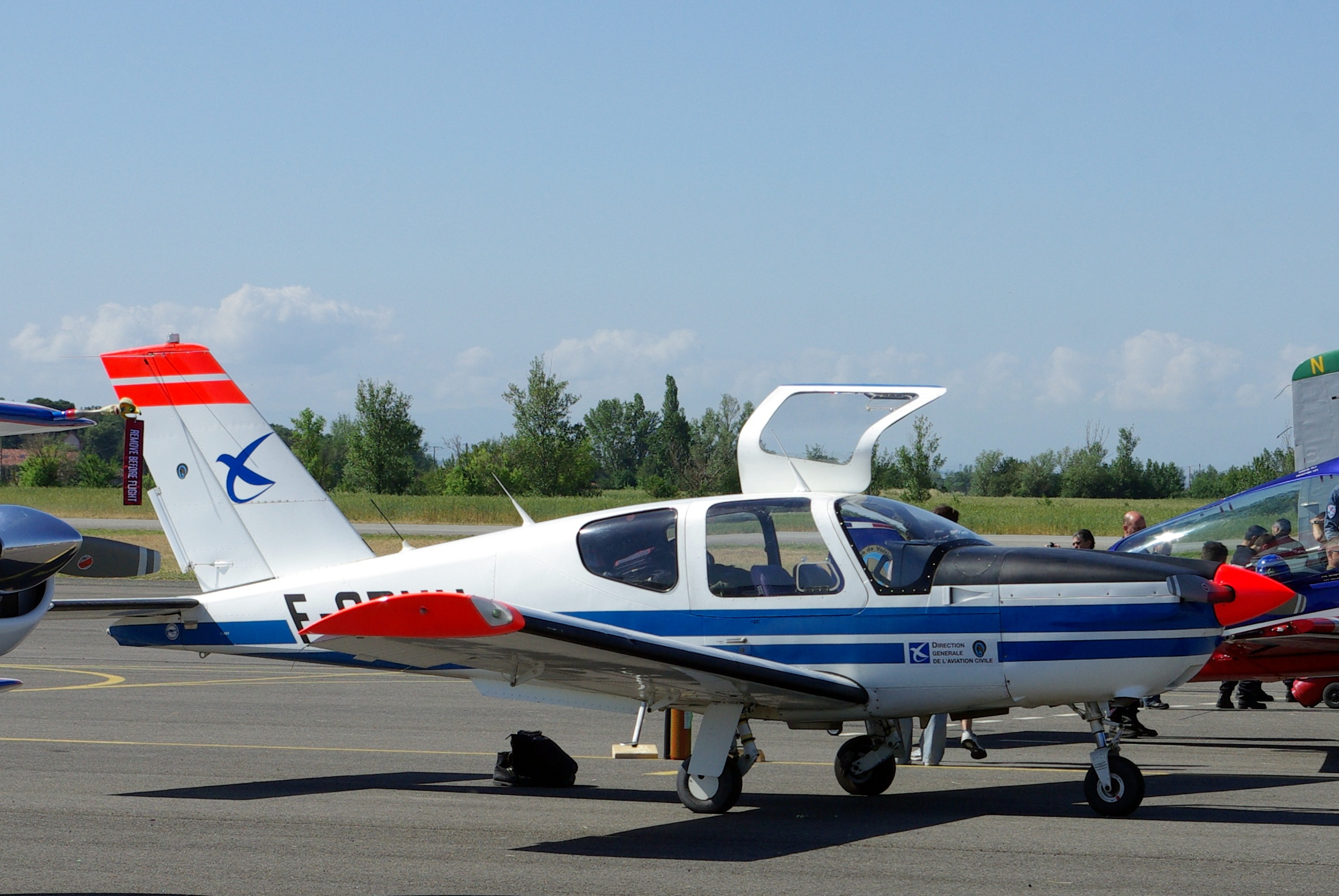
Socata TB-20 de l'ENAC utilisé pour le vol aux instruments

Afin d'appliquer les connaissances acquises, une partie de l'année est également consacrée à la réalisation d'un projet technique électronique ou informatique.
Enfin, l'année s'achève par un stage d'observation d'une durée d'environ un mois en aéroport dans un service de la navigation aérienne (SNA) et dans un des cinq centres en route de la navigation aérienne (CRNA).
Une semaine est consacrée à un stage d'initiation au pilotage VFR/IFR afin de découvrir les différents systèmes utilisés par les pilotes, et sur lesquels le futur ingénieur sera amené à intervenir au cours de sa carrière. Ce stage a lieu dans un des centres de pilotage ENAC.

#### Deuxième année
La deuxième année est consacrée à l'apprentissage du métier, en particulier de chacune des quatre grandes fonctions d'un IESSA. En informatique, les bases de première années sont utilisées afin d'approfondir les connaissances réseaux et l'administration des systèmes. La programmation système temps réel est également approfondie et des cours en cybersécurité sont suivis. En deuxième partie d'année, le futur IESSA se qualifie dans ses futurs domaines techniques de travail à savoir la radionavigation, radiocommunication, surveillance et data processing. Cette phase dite de Qualification Training est nécessaire à la réussite de la formation, elle s'accompagne de nombreuses heures de travaux pratiques.

Parmi les notions abordées tout au long de l'année, l'accent est mis sur les connaissances en réseaux informatiques et télécommunications indispensables au métier. De nombreux enseignements en physique appliquée (ondes, hyperfréquences, etc.) complètent la formation afin d'aborder en détail le fonctionnement des nombreux systèmes propres aux domaines de la communication, navigation et surveillance en aéronautique. 

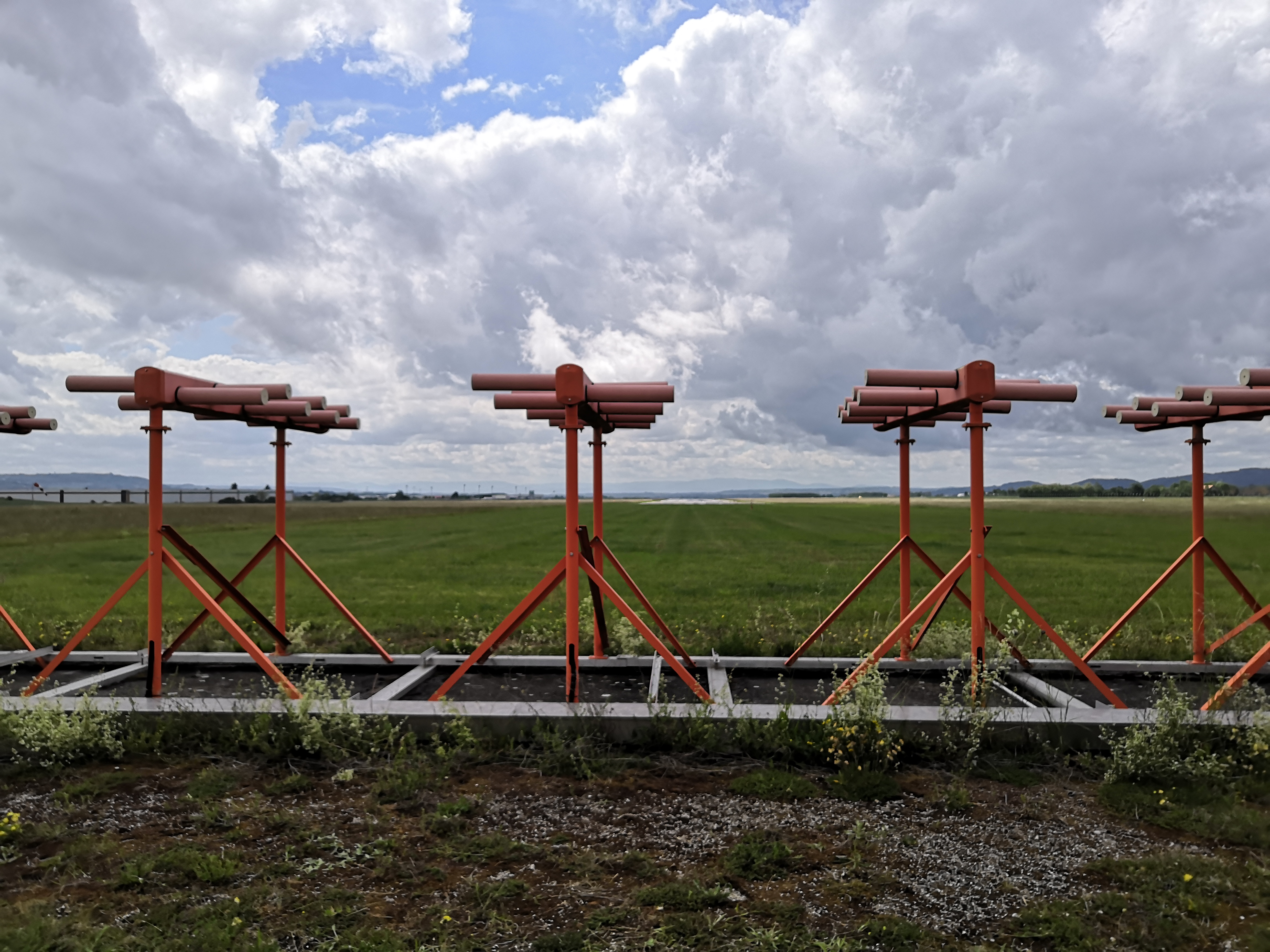
Système ILS (LOC) à l'aéroport de Grenoble-Alpes-Isère

On pourra notamment citer les enseignements suivants :
- Programmation temps réel
- Ingénierie systèmes (Agile, Cycle en V, SLI)
- Protocoles Réseau (OSPF, BGP, MPLS, Multicast, SMTP, SNMP, DNS, NTP)
- Cybersécurité
- Téléphonie (RTCP, RNIS, PDH, SDH, VoIP, SIP, RTP)
- Antennes
- Surveillance (PSR, SSR, ADS, GNSS, MLAT)
- Radiocommunication
- Radionavigation (ILS, VOR, DME, Radiogoniométrie)

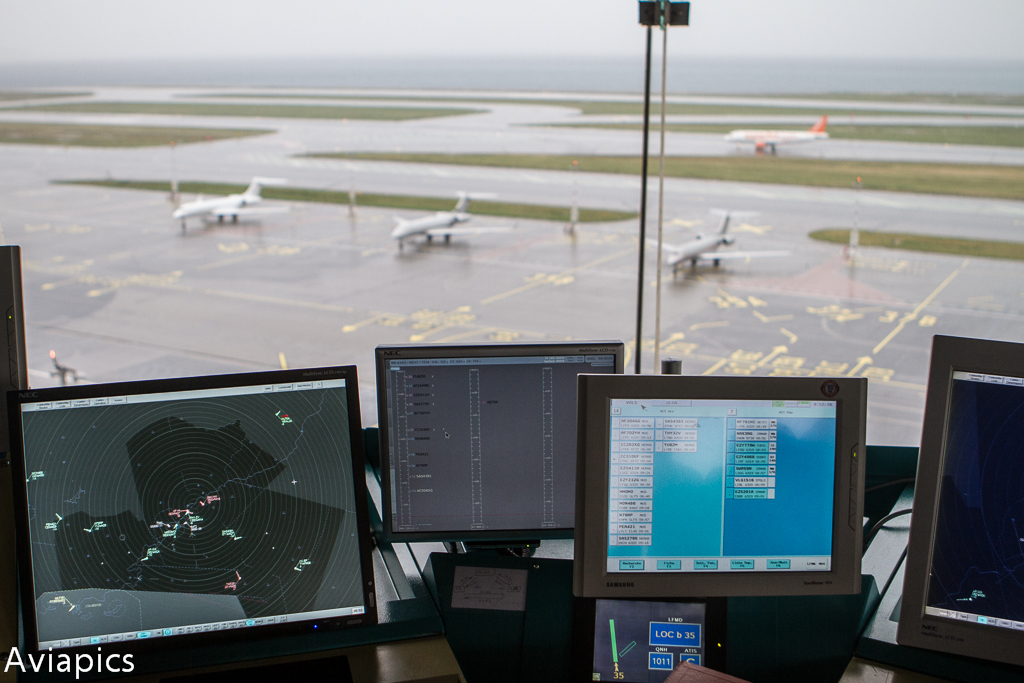
Systèmes informatiques destinés au contrôle aérien paramétrés par les IESSA à l'aéroport de Nice-Côte d’Azur

La fin d'année comprend un stage d'immersion en langue anglaise d'une durée d'un mois au Royaume-Uni, Irlande ou Canada. En cas de réussite, l'affectation au classement de l'élève dans son futur service clôt la deuxième année de formation. Depuis 2020, les stages d'immersions ne sont plus pris en charge par l'ENAC en raison des restrictions budgétaires à la suite de la crise du coronavirus.

#### Troisième année
Cette année est consacrée à la formation pratique et à la spécialisation du stagiaire IESSA récemment affecté, ainsi qu'à l'apprentissage des compétences requises spécifiques au lieu d'affectation. En parallèle, le stagiaire prépare et rédige son projet de fin d'études (PFE) nécessaire à l'obtention du diplôme national de Master ISESA. Enfin, en cas de réussite la formation aboutit à la titularisation du stagiaire au sein de la fonction publique dans le corps des IESSA.

### Langues étrangères
En sortie de formation initiale à l'ENAC, le jeune IESSA possède un niveau d'anglais équivalent au niveau B2 sur l'échelle du CECRL validé par l'obtention du First Certificate in English (FCE) proposé par l'université de Cambridge. Cependant, la plupart des élèves possèdent un niveau de langue équivalent ou supérieur dès leur entrée à l'ENAC.

## Métiers et spécialisations

### La conduite de systèmes en temps réel
Les IESSA sont amenés à assurer de la maintenance opérationnelle sur les systèmes techniques nécessaires au contrôle aérien. Pour cela, les IESSA exploitent des systèmes de supervision qui permettent de détecter les dysfonctionnements et effectuent des tâches de maintenance en temps réel, tout en assurant un niveau maximal de sécurité. Les IESSA sont spécialisés dans un grand domaine technique et interviennent spécifiquement dans leur domaine de compétence.
Dans les grands centres de contrôle, comme les Centre en route de la navigation aérienne (CRNA), les IESSA assurant la conduite des systèmes, dits "superviseurs", sont au nombre de 3 ou 4 en permanence, selon la configuration choisie localement.
Ces centres fonctionnent 24 heures sur 24, 7 jours sur 7 et 365 jours par an.

#### Communication

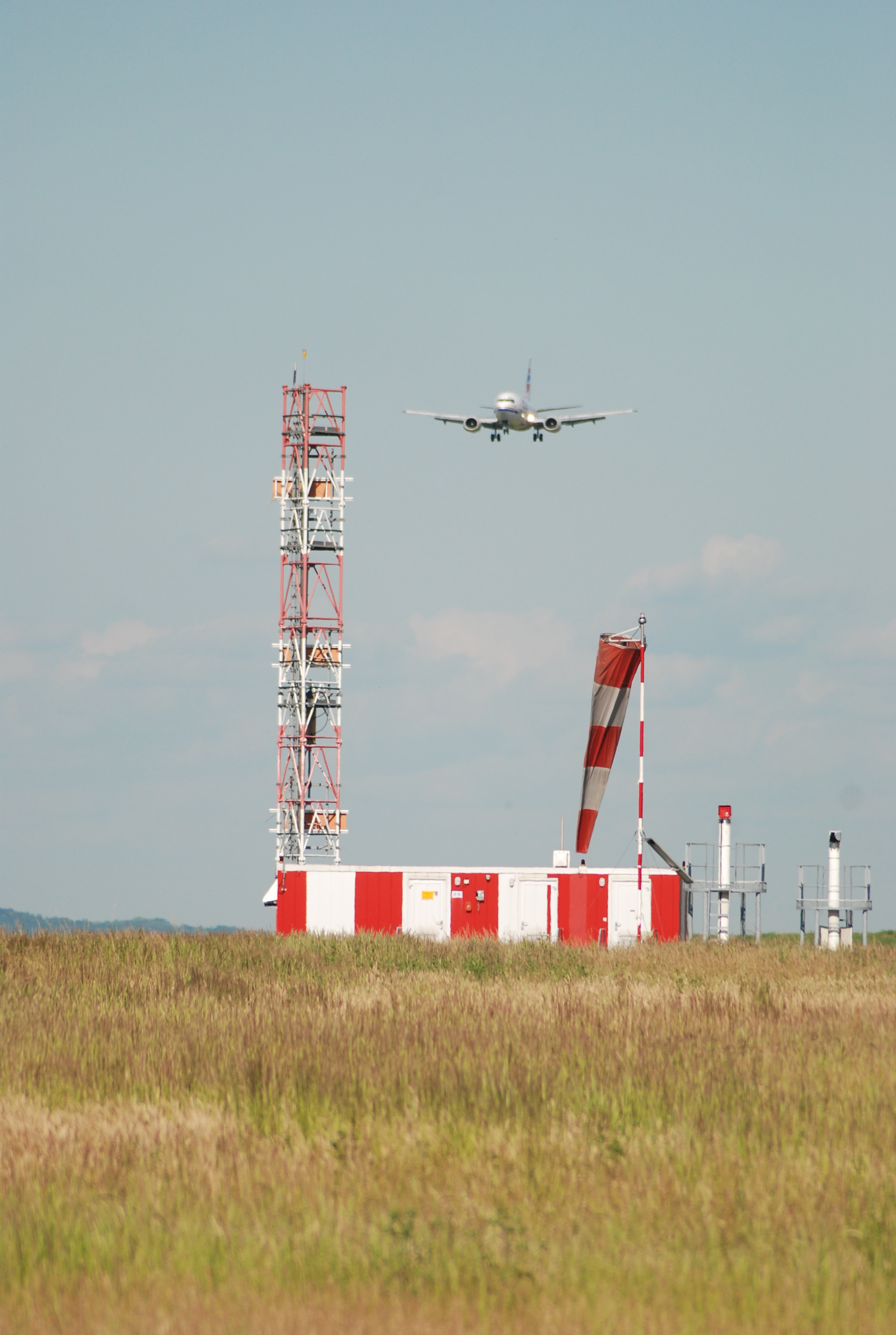
Atterrissage aux instruments à Paris-Charles-de-Gaulle

Indispensables aux communications entre pilotes et contrôleurs, les moyens de radiocommunication aéronautique doivent être opérationnels en toutes circonstances. Les IESSA chargés de l'installation, du paramétrage et de la surveillance de ces systèmes sont amenés à se déplacer pour surveiller les antennes avancées et les centres d'émission réception déportés.

#### Navigation
Cette spécialisation est uniquement exercée dans les aéroports français. Les IESSA ont la charge des différents moyens de radionavigation utilisés par les pilotes, notamment pour les vols en régime de vol aux instruments (IFR). Parmi les systèmes, on retrouve les systèmes d’atterrissage aux instruments (ILS) présents dans les aéroports, les balises VOR et les balises DME. Pour accéder à ces systèmes, les IESSA doivent régulièrement se déplacer aux abords des pistes ainsi qu'en campagne. Aujourd'hui, de nouveaux outils pour les procédures d'approche de type RNP sont introduits.

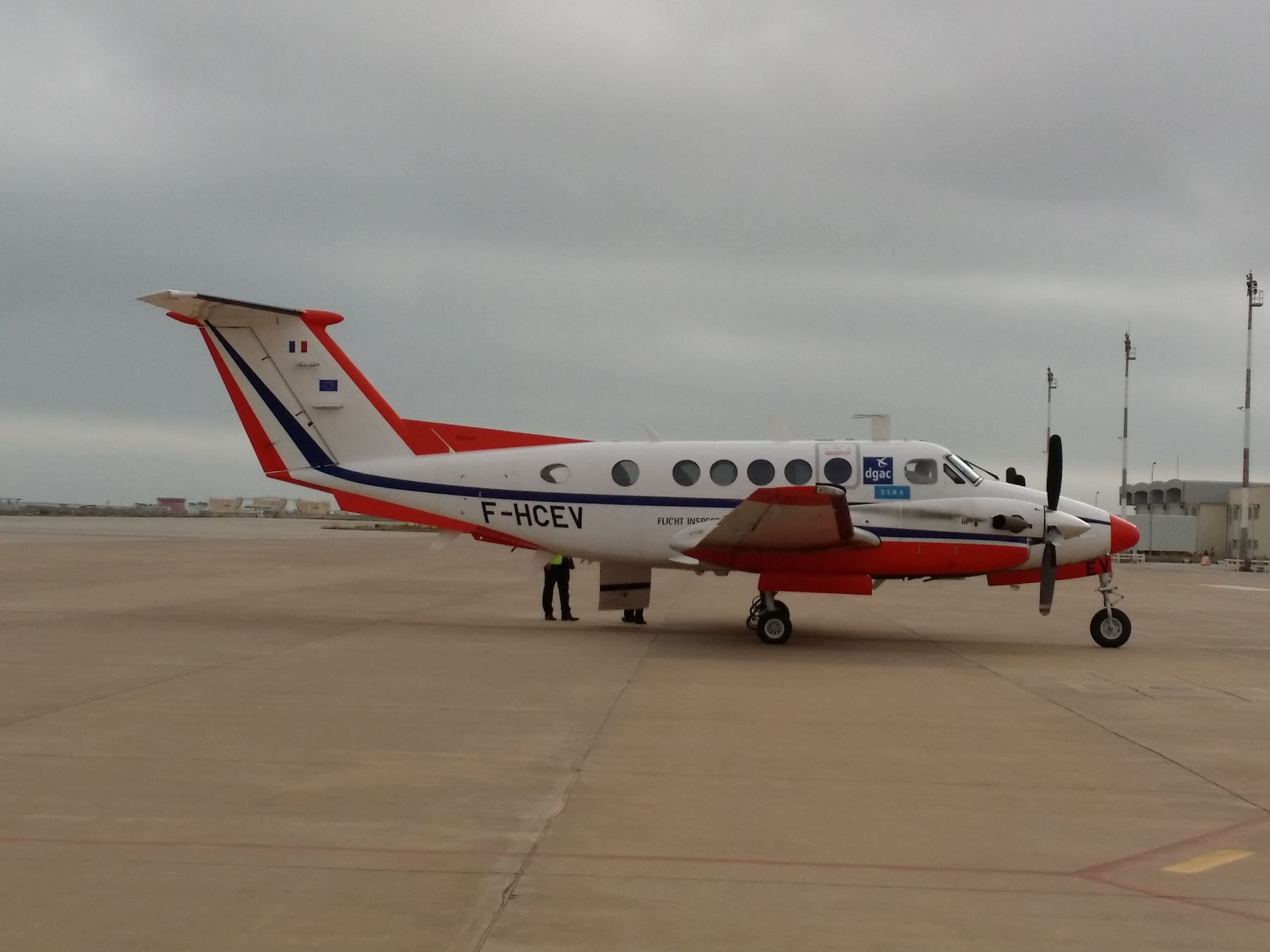
Beechcraft 200 King Air de l'OCV utilisé pour l'inspection en vol

Les moyens de radionavigation nécessitent des calibrations pour respecter les exigences de l'OACI. Des calibrations au sol ainsi qu'en vol ont lieu régulièrement grâce aux avions de contrôle en vol de la DSNA qui dépend de la DGAC.

#### Surveillance
Les IESSA s'occupent des différents systèmes de surveillance aéronautique utilisés par les contrôleurs aériens. À proximité des aéroports, on retrouve les radars primaires (PSR), les radars de sol, les récepteurs ADS-B, les balises MLAT qui alimentent les systèmes de multilatération.

Dans les centres en route de la navigation aérienne, les IESSA interviennent sur les différents radars secondaires qui couvrent l'espace aérien français.

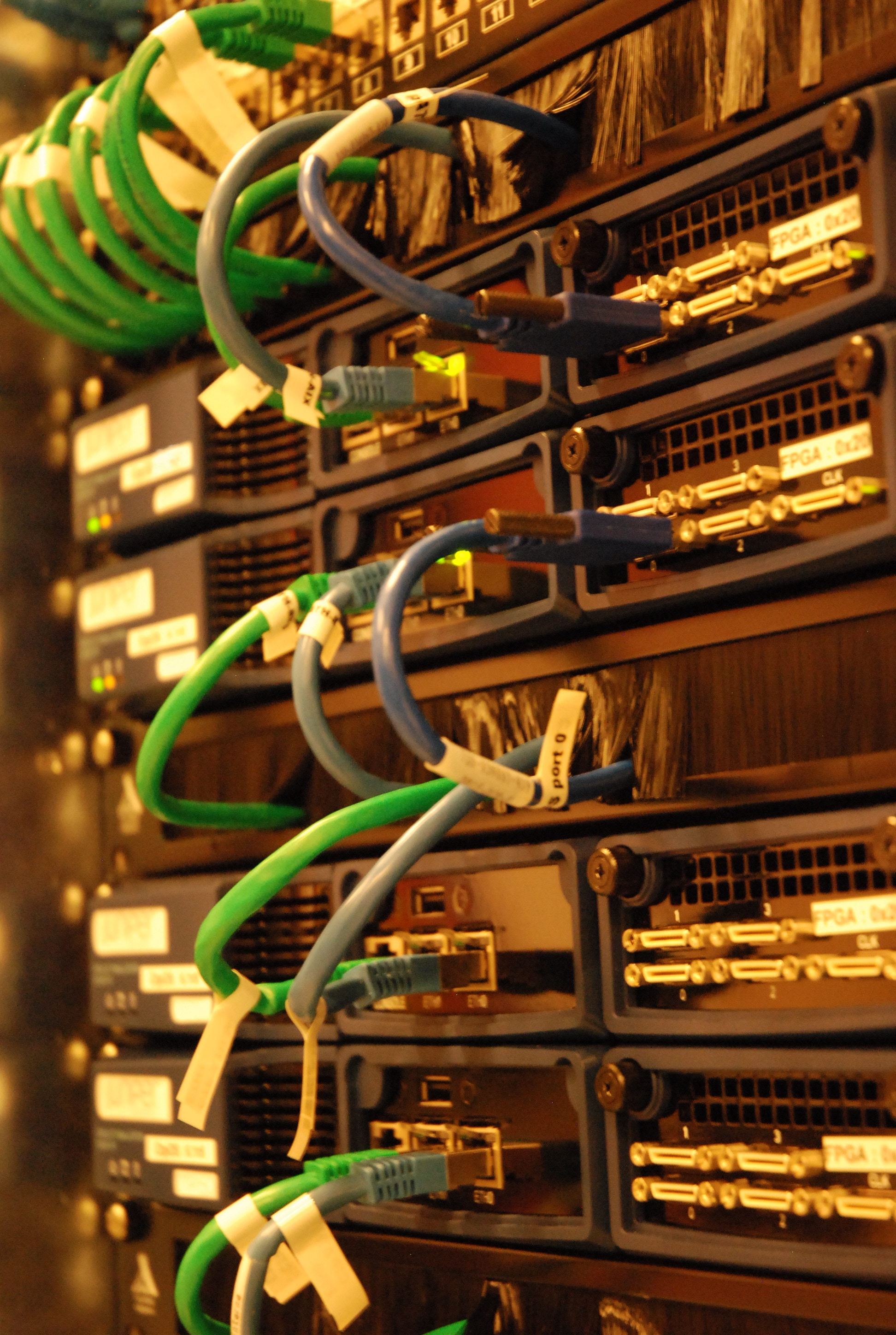
Réseau ORTOLAN au Centre Régional de la Navigation Aérienne Nord (Athis-Mons)

#### ATM / Data Processing
De nombreux systèmes de contrôle automatisé du trafic aérien aident le contrôleur aérien à remplir sa mission de contrôle. Les IESSA assurent l'acheminement des données aéronautiques issues de différents capteurs et nécessaires aux calculateurs informatiques qui doivent être régulièrement paramétrés. Ces derniers restituent en temps réel des informations cruciales destinées aux contrôleurs aériens (écrans radars, plans de vol, radiocommunications, alertes, etc.).
Le transport des données utilise des infrastructures réseaux IP complexes et critiques qui permettent de relier les systèmes, les tours de contrôle et les cinq centres en route de la navigation aérienne. Les IESSA maintiennent ces réseaux aéronautiques nécessaires entre autres à la coordination des vols internationaux avec les prestataires de la navigation aérienne des pays voisins. En Europe, l'organisme de gestion et d'optimisation des flux de trafic aérien (CFMU) d'Eurocontrol planifie les volumes de trafic et distribue ses informations au Centre d'Exploitation des Systèmes de Navigation Aérienne Centraux (CESNAC) situé à Bordeaux, à travers le réseau aéronautique.

### L'expertise

Direction des services de la Navigation aérienne

Les IESSA peuvent exercer des fonctions d'experts dans des centres opérationnels, à la Direction des Opérations (DO), située à Athis-Mons, ou à la Direction de la Technique et de l'Innovation (DTI), située à Toulouse.
Dans les centres opérationnels, les IESSA experts sont amenés à installer et paramétrer les nouveaux systèmes, afin de permettre leur utilisation dans un contexte de sécurité optimale. Les exigences liées à l'aérien contraignent les différents acteurs à l'excellence dans ce domaine.
Souvent doublés ou triplés, les systèmes techniques de la navigation aérienne sont conçus pour tolérer les pannes afin d'assurer en permanence le service rendu dans les meilleures conditions de sécurité.
À la DO et à la DTI, les IESSA experts sont amenés à évaluer les besoins opérationnels et transcrire les exigences opérationnelles permettant de développer en interne ou en externe les systèmes techniques actuels et à venir. Ils garantissent également la livraison et l'installation des systèmes, la mise à jour des versions logicielles, l'échange standard et l'interface avec les industriels. Certains IESSA peuvent également exercer au Bureau d'enquêtes et d'analyses pour la sécurité de l'aviation civile (BEA).

### L'encadrement
Les IESSA sont amenés à exercer des fonctions d'encadrement dans les centres opérationnels, à la DTI ou au siège de la Direction des services de la Navigation aérienne (DNSA).
Ils encadrent des équipes et participent pleinement aux différentes missions d'encadrement, en général dans les divisions techniques.
Ils sont amenés à occuper des postes d'assistant et de chef de subdivision, adjoint ou chef de service dans les services opérationnels.
Ils sont également amenés à occuper des postes d'expert, d'expert confirmé, expert senior, adjoint ou chef de pôle et adjoint ou chef de domaine à la Direction de la Technique et de l'Innovation (DTI).

### L'instruction/formation
Les IESSA, de par leur formation initiale, sont amenés à dispenser eux-mêmes des formations par spécialités. Dans des subdivisions spécialisées au sein de leur structure ou encore en tant qu'enseignants à l'ENAC, ils assurent des formations sur les systèmes techniques à destination de leurs collègues ainsi qu'aux élèves IESSA. Les IESSA peuvent occuper des fonctions d'instructeurs ATSEP et instructeur Licence.
Le métier d'IESSA exige des connaissances importantes et rafraîchies dans chaque domaine technique et requiert de nombreuses formations continues, tout au long de la carrière.

## Temps de travail
Dans la plupart des services, les IESSA effectuent des permanences techniques selon des vacations d'une durée variable qui couvrent des périodes allant de H12 à H24. Dans certains centres, les IESSA sont soumis à des régimes d'astreintes sur place et à domicile. A la Direction de la Technique et de l'Innovation (DTI) les IESSA sont chargés des projets en relation avec les industriels et se déplacent fréquemment dans les centres pour suivre les installations matérielles et logicielles, ou encore à l'étranger dans le cadre de projets internationaux. De plus, dans certaines sections spécialisées en radionavigation et radar, les IESSA sont amenés à effectuer de nombreuses missions et déplacements à bord de véhicules de services afin d'intervenir sur des aides à la navigation aérienne isolées, sur des antennes avancées radio, sur des stations radar, etc.
Les horaires sont régis par des arrêtés de la DSNA s'appuyant sur la loi 2004-626 de l'arrêté DGAC du 19 novembre 2002 et le décret 2004-1307 de la fonction publique (1607 heures annuelles sur la base de 35 heures hebdomadaires). Cependant, les IESSA assurant des permanences techniques bénéficient d'un régime horaire dérogatoire au même titre que leurs collègues contrôleurs aériens.
On retiendra ainsi une durée hebdomadaire moyenne du travail fixée à 32 heures pour les horaires permanents continus (cas des IESSA de permanence technique dans les cinq Centres en Route de la Navigation Aérienne), 34 heures pour les horaires permanents non continus, 35 heures pour les horaires de bureau (cas des IESSA en poste à la DTI ou à l'ENAC) et 36 heures pour les horaires programmés.
Enfin, les congés sont régis par l'instruction DNA n°40-120 du 13 février 1994 et par l'instruction DGAC-DNA-ADH n°2003-005 du 23 avril 2003. En plus des droits de base, ils comportent différentes bonifications telles que les fractionnements et jours exceptionnels. Les droits à congés sont donc fonction des régimes de travail découlant du poste exercé par l'agent, ainsi que des différents services.
En moyenne, les horaires de bureau auront 27 jours de congés, les horaires programmés 36 jours, les horaires alternants 32 jours. A cela, il faut ajouter des jours d'Aménagements et Réductions du temps de Travail (ARTT) établis au prorata des périodes effectuées dans chacun des horaires.
En conclusion, dans leur grande majorité, les IESSA exercent leurs activités au-delà des jours ouvrables et au-delà des horaires journaliers de bureau ainsi que de nuit, ce qui en fait une profession aux horaires atypiques.

## Rémunération
La rémunération des ingénieurs IESSA se compose d'un traitement de base ainsi que de diverses primes dues à la complexité des systèmes, à l'obligation de maintien des compétences tout au long de la carrière, à la charge de travail de certains sites, aux horaires atypiques ainsi qu'aux fortes responsabilités induites par le métier. Le taux de primes perçues peut ainsi représenter plus de 50% du traitement de base. Les primes varient selon chaque centres du fait de leur complexité et de leurs spécificités.
Les élèves ingénieurs IESSA en formation à l'ENAC perçoivent une rémunération pendant leurs études, en contrepartie l'élève s'engage à servir l'État pendant 7 ans après la titularisation sous peine de rembourser les sommes perçues. En 2023, la rémunération mensuelle d'un élève ingénieur IESSA s'élevait à environ :
- 1 450 € net en première année.
- 1 650 € net en deuxième année.
- entre 2 000€ € et 2 300 € net en troisième année selon le site d'affectation (région ou île-de-France).

En sortie d'école après le diplôme et la titularisation, un ingénieur IESSA perçoit un salaire compris entre 3300 € et 3600 € net par mois dépendant du site d'affectation (aéroport, CRNA et DTI) et de la localité. Celle-ci évolue en fonction des qualifications ou des postes occupés par la suite et peut atteindre jusqu'à 7500 € net en fin de carrière.
En 2021, la rémunération mensuelle moyenne d'un ingénieur de la sécurité aérienne titulaire était de 6 518€ (brut fonction publique) sur un effectif de 1 337 ingénieurs.